# Грикваленд-Уэст
Грикваленд-Уэст (англ. Griqualand West) — исторический и современный регион в Северо-Капской провинции ЮАР.

## Описание
Регион находится к северо-западу от слияния рек Вааль и Оранжевая. Это засушливое плато, заселённое в конце XVIII века племенем гриква, группой смешанного белого и готтентотского происхождения, спасавшихся от дискриминации в районе Кейптауна. Многие из них были полукочевниками, жили набегами и охотой, в то время как другие разводили скот возле водных источников. Алмазы, обнаруженные в этом районе в 1867 году, привели к спорным претензиям на них между бурскими республиками, гриква и британской Капской колонией. В 1871 году британцы официально аннексировали Грикваленд-Уэст, включив его в Капскую колонию девять лет спустя. Большинство гриква были вынуждены продать свои фермы белым. К концу XIX века в этом районе осталось очень мало людей. В Грикваленд-Уэст продолжают добывать алмазы, а также пасти крупный рогатый скот и овец. Богатые месторождения алмазной трубки Финш к востоку от Постмасбурга разрабатываются с 1963 года компанией De Beers Consolidated Mines, Ltd. Главный город — Кимберли.